# Porovesi
Porovesi är en sjö i Finland. Den ligger i kommunen Idensalmi i landskapet Norra Savolax, i den centrala delen av landet, 400 km norr om huvudstaden Helsingfors. Porovesi ligger 85,8 meter över havet. Den är 24,97 meter djup. Arean är 22,12 kvadratkilometer och strandlinjen är 61,51 kilometer lång. Sjön  ingår i Vuoksens huvudavrinningsområde. 